# Judo-Weltmeisterschaften 2014

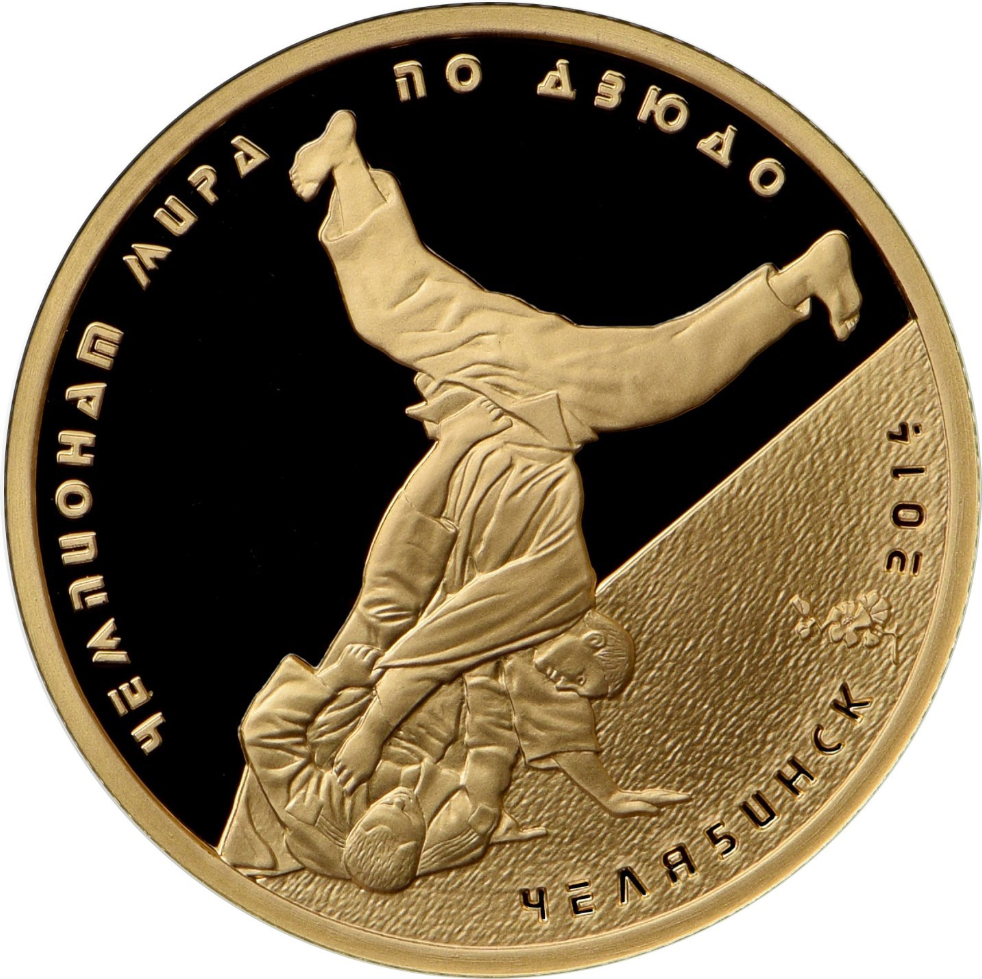
Goldmünze 2014

Die Judo-Weltmeisterschaften 2014 fanden vom 25. bis 31. August 2014 in der Eissportarena Traktor in Tscheljabinsk, Russland, statt.

## Ergebnisse

### Männer
| Gewichtsklasse | Gold                     | Silber                 | Bronze               |
| -------------- | ------------------------ | ---------------------- | -------------------- |
| - 60 kg        | Ganbatyn Boldbaatar      | Beslan Mudranow        | Amiran Papinaschwili |
| - 60 kg        | Ganbatyn Boldbaatar      | Beslan Mudranow        | Naohisa Takato       |
| - 66 kg        | Masashi Ebinuma          | Michail Puljajew       | Heorhij Santaraja    |
| - 66 kg        | Masashi Ebinuma          | Michail Puljajew       | Kamal Chan-Magomedow |
| - 73 kg        | Riki Nakaya              | Hong Kuk-hyon          | Victor Scvortov      |
| - 73 kg        | Riki Nakaya              | Hong Kuk-hyon          | Musa Moguschkow      |
| - 81 kg        | Awtandil Tschrikischwili | Antoine Valois-Fortier | Loïc Pietri          |
| - 81 kg        | Awtandil Tschrikischwili | Antoine Valois-Fortier | Iwan Nifontow        |
| - 90 kg        | Ilias Iliadis            | Krisztián Tóth         | Warlam Liparteliani  |
| - 90 kg        | Ilias Iliadis            | Krisztián Tóth         | Kirill Woprossow     |
| - 100 kg       | Lukáš Krpálek            | Jose Armenteros        | Ivan Remarenco       |
| - 100 kg       | Lukáš Krpálek            | Jose Armenteros        | Karl-Richard Frey    |
| + 100 kg       | Teddy Riner              | Ryū Shichinohe         | Renat Saidow         |
| + 100 kg       | Teddy Riner              | Ryū Shichinohe         | Rafael Silva         |
| Teamwettbewerb | Japan                    | Russland               | Deutschland          |
| Teamwettbewerb | Japan                    | Russland               | Georgien             |

### Frauen
| Gewichtsklasse | Gold                | Silber                | Bronze              |
| -------------- | ------------------- | --------------------- | ------------------- |
| - 48 kg        | Ami Kondo           | Paula Pareto          | Amandine Buchard    |
| - 48 kg        | Ami Kondo           | Paula Pareto          | Maria Celia Laborde |
| - 52 kg        | Majlinda Kelmendi   | Andreea Chițu         | Érika Miranda       |
| - 52 kg        | Majlinda Kelmendi   | Andreea Chițu         | Natalja Kusjutina   |
| - 57 kg        | Nae Udaka           | Telma Monteiro        | Sanne Verhagen      |
| - 57 kg        | Nae Udaka           | Telma Monteiro        | Automne Pavia       |
| - 63 kg        | Clarisse Agbegnenou | Yarden Gerbi          | Miku Tashiro        |
| - 63 kg        | Clarisse Agbegnenou | Yarden Gerbi          | Tina Trstenjak      |
| - 70 kg        | Yuri Alvear         | Karen Nun-Ira         | Onix Cortés         |
| - 70 kg        | Yuri Alvear         | Karen Nun-Ira         | Katarzyna Kłys      |
| - 78 kg        | Mayra Aguiar        | Audrey Tcheuméo       | Kayla Harrison      |
| - 78 kg        | Mayra Aguiar        | Audrey Tcheuméo       | Anamari Velenšek    |
| + 78 kg        | Idalys Ortíz        | Maria Suelen Altheman | Megumi Tachimoto    |
| + 78 kg        | Idalys Ortíz        | Maria Suelen Altheman | Émilie Andéol       |
| Teamwettbewerb | Frankreich          | Mongolei              | Deutschland         |
| Teamwettbewerb | Frankreich          | Mongolei              | Japan               |

## Medaillenspiegel
| Rang      | Land                         | Gold | Silber | Bronze | Gesamt |
| --------- | ---------------------------- | ---- | ------ | ------ | ------ |
| 1         | Japan                        | 5    | 2      | 4      | 11     |
| 2         | Frankreich                   | 3    | 1      | 4      | 8      |
| 3         | Kuba                         | 1    | 1      | 2      | 4      |
| 3         | Brasilien                    | 1    | 1      | 2      | 4      |
| 5         | Mongolei                     | 1    | 1      | 0      | 2      |
| 6         | Georgien                     | 1    | 0      | 3      | 4      |
| 7         | Kolumbien                    | 1    | 0      | 0      | 1      |
| 8         | Tschechien                   | 1    | 0      | 0      | 1      |
| 8         | Griechenland                 | 1    | 0      | 0      | 1      |
| 8         | Kosovo                       | 1    | 0      | 0      | 1      |
| 11        | Russland                     | 0    | 3      | 6      | 9      |
| 12        | Argentinien                  | 0    | 1      | 0      | 1      |
| 12        | Kanada                       | 0    | 1      | 0      | 1      |
| 12        | Ungarn                       | 0    | 1      | 0      | 1      |
| 12        | Israel                       | 0    | 1      | 0      | 1      |
| 12        | Nordkorea                    | 0    | 1      | 0      | 1      |
| 12        | Portugal                     | 0    | 1      | 0      | 1      |
| 12        | Rumänien                     | 0    | 1      | 0      | 1      |
| 19        | Deutschland                  | 0    | 0      | 3      | 3      |
| 20        | Slowenien                    | 0    | 0      | 2      | 2      |
| 20        | Vereinigte Arabische Emirate | 0    | 0      | 2      | 2      |
| 22        | Niederlande                  | 0    | 0      | 1      | 1      |
| 22        | Polen                        | 0    | 0      | 1      | 1      |
| 22        | Ukraine                      | 0    | 0      | 1      | 1      |
| 22        | Vereinigte Staaten           | 0    | 0      | 1      | 1      |
| Insgesamt | Insgesamt                    | 16   | 16     | 32     | 64     |